# Szczeciniakowce
Szczeciniakowce (Hymenochaetales Oberw.) – rząd grzybów z klasy pieczarniaków (Agaricomycetes). W polskiej literaturze nazywane też szczecinkowcami.

## Charakterystyka
Grzyby nadrzewne kortycjoidalne, hydnoidalne lub poliporoidalne o owocniku rozpostartym, kapeluszowym lub siedzącym. Głównymi cechami charakterystycznymi są reakcja ksantochroiczna, brak sprzążek i częste występowanie szczecinek.

## Systematyka
Pozycja w klasyfikacji według Index Fungorum
Agaricomycetidae, Agaricomycetes, Agaricomycotina, Basidiomycota, Fungi.
Podział
Według aktualizowanej klasyfikacji Index Fungorum bazującej na Dictionary of the Fungi do rzędu Hymenochaetales należą taksony:
- rodzina Hymenochaetaceae Donk 1948 – szczeciniakowate
- rodzina Hyphodontiaceae Xue W. Wang & L.W. Zhou 2021
- rodzina Neoantrodiellaceae Y.C. Dai, B.K. Cui, Jia J. Chen & H.S. Yuan 2015
- rodzina Nigrofomitaceae Jülich 1982
- rodzina Oxyporaceae Zmitr. & Malysheva 2014
- rodzina Rickenellaceae Vizzini 2010
- rodzina Schizoporaceae Jülich 1982 – drewniczkowate
- rodzina incertae sedis[3]